# Europeiskt treåringschampionat
Europeiskt treåringschampionat (engelska European Championship for 3 years), även kallat "EM för treåringar", är ett årligt travlopp för treåriga varmblodstravare som körs över medeldistans med autostart. Loppet avgjordes för första gången 1984 och går sedan dess av stapeln varje år på olika travbanor i Europa. Det är ett Grupp 1-lopp, det vill säga ett lopp av högsta internationella klass. 
Förstapris är motsvarande cirka 500 000 kronor.

## Vinnare
| År   | Häst                | Kusk                | Tränare             | Bana      | Tid    | Tvåa              | Trea              |
| ---- | ------------------- | ------------------- | ------------------- | --------- | ------ | ----------------- | ----------------- |
| 2022 | Deus Zack           | Éric Raffin         | Sebastien Guarato   | Vincennes | 1.11,3 | Juliet Papa Bravo | Just A Gigolo     |
| 2021 | Ivensong            | David Thomain       | Philippe Allaire    | Åby       | 1.12,7 | Red Lady Express  | Aquarius Face     |
| 2020 | Helgafell           | Éric Raffin         | Philippe Allaire    | Vincennes | 1.13,9 | Hanna des Molles  | Wild West Diamant |
| 2019 | Ecurie D.           | Björn Goop          | Frode Hamre         | Vermo     | 1.13,5 | Golden Dream M.E. | Raskolnikov Frido |
| 2018 | Face Time Bourbon   | Björn Goop          | Sebastien Guarato   | Vincennes | 1.12,3 | Holy Water        | Fric du Chene     |
| 2017 | Vamp Kronos         | Björn Goop          | Jerry Riordan       | Solvalla  | 1.12,2 | Hazard Boko       | Flying Fortuna    |
| 2016 | Django Riff         | Yoann Lebourgeois   | Philippe Allaire    | Vincennes | 1.14,1 | Phantasm Soa      | Moni Viking       |
| 2015 | Coquin Bébé         | Jean-Michel Bazire  | Franck Leblanc      | Laval     | 1.13,1 | Cristal Money     | Cash Okay         |
| 2014 | Jontte Boy          | Jorma Kontio        | Tuomas Korvenoja    | Jägersro  | 1.13,7 | Easytowin         | Saphire Bi        |
| 2013 | Tano Bork           | Christian Lindhardt | Christian Lindhardt | Bjerke    | 1.14,2 | Tumble Dust       | Sir Benjamin      |
| 2012 | Nobel Knight        | Johan Untersteiner  | Roger Walmann       | Jägersro  | 1.14,0 | Chapeau           | Global Offshore   |
| 2011 | Obama Gar           | Enrico Bellei       | Pasquale Palumbo    | Treviso   | 1.15,2 | Opal Brown        | Oscar di Jesolo   |
| 2010 | Muscles Wiking B.R. | Björn Goop          | Björn Goop          | Solvalla  | 1.14,2 | Velten Couture    | Noak Lb           |
| 2009 | Zola Boko           | Hugo Langeweg Jr    | Hugo Langeweg Jr    | Vincennes | 1.11,6 |                   |                   |
| 2008 | Reven d'Amour       | Fredrik B. Larsson  | Fredrik B. Larsson  | Jägersro  | 1.13,2 |                   |                   |
| 2007 | Ismos Fp            | Enrico Bellei       | Santo Mollo         | Albenga   | 1.15,6 |                   |                   |
| 2006 | Pearl Queen         | Thierry Duvaldestin | Thierry Duvaldestin | Laval     | 1.14,1 |                   |                   |
| 2005 | Olimède             | Lutfi Kolgjini      | Lutfi Kolgjini      | Jägersro  | 1.15,4 |                   |                   |